# Olympische Winterspiele 2022/Eishockey (Frauen)/Qualifikation
Die Qualifikation zum olympischen Eishockeyturnier der Frauen 2022 wurde zwischen Oktober und November 2021 ausgetragen. Dabei wurden drei Plätze des Endturniers ausgespielt. Dazu kamen die sechs besten Nationen der IIHF-Weltrangliste des Jahres 2020 sowie die Volksrepublik China als Ausrichter.
Die drei Plätze wurden in einem mehrstufigen System zwischen 26 Teilnehmern ausgespielt. Die Einstufung erfolgte ebenfalls nach dem Stand der IIHF-Weltrangliste 2020. Die Qualifikation sollte ursprünglich in der Saison 2020/21 erfolgen. Wegen der COVID-19-Pandemie wurden die Turniere jedoch auf den Herbst 2021 verschoben.

## Qualifikationsmodus
Für das olympische Turnier qualifizierten sich neben dem Ausrichter Volksrepublik China die ersten sechs Nationen der IIHF-Weltrangliste nach Abschluss der Weltmeisterschaft 2020. Die restlichen 24 gemeldeten Nationen wurden gemäß der Weltrangliste in ein dreistufiges Qualifikationssystem eingestuft. Die Mannschaften der Weltranglistenplätze 7 bis 15 wurden für die drei finalen Qualifikationsrunden gesetzt. Die Mannschaften der Plätze 16 bis 30 wurden für die zweite Runde der Vorqualifikation gesetzt, die restlichen Mannschaften spielen ab der ersten Qualifikationsrunde.
Die finale Qualifikation und zweite Runde der Vorqualifikation wurde in je drei Turnieren ausgetragen; die später ausgefallene erste Runde in einem Turnier. An jedem Turnier nahmen jeweils vier Mannschaften teil. Die weltranglistenbeste Nation hatte das Gastgeberrecht. Der Sieger des Turniers qualifizierte sich für die nächste Phase beziehungsweise qualifizierten sich die Sieger der finalen Turniere für das Endturnier. Innerhalb der einzelnen Phasen erfolgte die Zuteilung zu den Turnieren gemäß der Weltrangliste.
| Rang | Land        | Einstieg      |
| ---- | ----------- | ------------- |
| 01   | USA         | direkt        |
| 02   | Kanada      | direkt        |
| 03   | Finnland    | direkt        |
| 04   | Russland    | direkt        |
| 05   | Schweiz     | direkt        |
| 06   | Japan       | direkt        |
| 07   | Tschechien  | Qualifikation |
| 08   | Deutschland | Qualifikation |
| 09   | Schweden    | Qualifikation |
| 10   | Frankreich  | Qualifikation |
| 11   | Dänemark    | Qualifikation |
| 12   | Ungarn      | Qualifikation |
| 13   | Norwegen    | Qualifikation |
| 14   | Österreich  | Qualifikation |
| 15   | Slowakei    | Qualifikation |

| Rang | Land                    | Einstieg           |
| ---- | ----------------------- | ------------------ |
| 16   | Südkorea                | 2. Runde           |
| 17   | Italien                 | 2. Runde           |
| 18   | Niederlande             | 2. Runde           |
| 19   | Volksrepublik China     | direkt (Gastgeber) |
| 20   | Polen                   | 2. Runde           |
| 21   | Kasachstan              | 2. Runde           |
| 22   | Lettland                | Verzicht           |
| 23   | Großbritannien          | 2. Runde           |
| 24   | Slowenien               | 2. Runde           |
| 25   | Spanien                 | 2. Runde           |
| 26   | Mexiko                  | 2. Runde           |
| 27   | Türkei                  | 2. Runde           |
| 28   | Nordkorea               | Verzicht           |
| 29   | Australien              | Verzicht           |
| 30   | Republik China (Taiwan) | 2. Runde           |

| Rang | Land       | Einstieg            |
| ---- | ---------- | ------------------- |
| 31   | Island     | 1. Runde            |
| 32   | Neuseeland | Verzicht            |
| 33   | Hongkong   | 1. Runde            |
| 34   | Rumänien   | Verzicht            |
| 35   | Kroatien   | Verzicht            |
| 36   | Belgien    | Verzicht            |
| 37   | Südafrika  | Verzicht            |
| 38   | Bulgarien  | nachträgl. Verzicht |
| 39   | Ukraine    | Verzicht            |
| 40   | Litauen    | 1. Runde            |

## Vorqualifikation Runde 1

### Gruppe J
Das erste Vorqualifikationsturnier der Gruppe J sollte vom 26. bis 29. August 2021 in Reykjavík, der Hauptstadt Islands, stattfinden. Als Teilnehmer waren die vier gemeldeten Nationalmannschaften mit dem niedrigsten Weltranglistenplatz eingeplant, die den zwölften Teilnehmer der zweiten Vorqualifikationsrunde ermitteln sollten. Außer Island (Division IIB) spielten alle Mannschaften in der Division III der Weltmeisterschaft und belegten bei der Weltmeisterschaft 2020 die letzten drei Plätze dieser untersten Division.
Aufgrund des nachträglichen Verzichts der bulgarischen Mannschaft und der Tatsache, dass auch ein Teil der verbliebenen Teilnehmer wegen der COVID-19-Pandemie Bedenken an der Austragung äußerten, wurde das Turnier Anfang August endgültig abgesagt. Als bestplatzierte Mannschaft der Weltrangliste qualifizierte sich Island automatisch für die Teilnahme an der ersten Qualifikationsrunde und nahm den verbliebenen Platz in der Gruppe F ein.

## Vorqualifikation Runde 2

### Gruppe F
Die Gruppe F der zweiten Runde der Vorqualifikation fand vom 7. bis 10. Oktober 2021 im englischen Nottingham statt. Zunächst war Gangneung im Nordosten Südkoreas als Austragungsort vorgesehen. Wegen der geltenden, regionalen Restriktionen aufgrund der COVID-19-Pandemie verzichtete der südkoreanische Verband Korea Ice Hockey Association einen Monat vor dem Termin auf die Austragung.
| 7. Oktober 2021 14:00 Uhr (Ortszeit) | Slowenien | 0:3 (0:0, 0:2, 0:1) Spielbericht | Südkorea | Motorpoint Arena, Nottingham Zuschauer: 360 |

| 7. Oktober 2021 19:15 Uhr | Großbritannien | 5:0 (2:0, 1:0, 2:0) Spielbericht | Island | Motorpoint Arena, Nottingham Zuschauer: 783 |

| 8. Oktober 2021 14:00 Uhr | Südkorea | 10:0 (3:0, 3:0, 4:0) Spielbericht | Island | Motorpoint Arena, Nottingham Zuschauer: 480 |

| 8. Oktober 2021 19:00 Uhr | Großbritannien | 1:2 (1:0, 0:2, 0:0) Spielbericht | Slowenien | Motorpoint Arena, Nottingham Zuschauer: 1.027 |

| 10. Oktober 2021 13:00 Uhr | Island | 2:6 (1:1, 1:2, 0:3) Spielbericht | Slowenien | Motorpoint Arena, Nottingham Zuschauer: 624 |

| 10. Oktober 2021 17:00 Uhr | Südkorea | 0:1 (0:0, 0:1, 0:0) Spielbericht | Großbritannien | Motorpoint Arena, Nottingham Zuschauer: 1.700 |

| Pl. |                | Sp | S | OTS | OTN | N | Tore  | Punkte |
| --- | -------------- | -- | - | --- | --- | - | ----- | ------ |
| 1.  | Südkorea       | 3  | 2 | 0   | 0   | 1 | 13:01 | 6      |
| 2.  | Großbritannien | 3  | 2 | 0   | 0   | 1 | 07:02 | 6      |
| 3.  | Slowenien      | 2  | 2 | 0   | 0   | 1 | 08:06 | 6      |
| 4.  | Island         | 3  | 0 | 0   | 0   | 3 | 02:21 | 0      |

Abkürzungen: Pl. = Platz, Sp = Spiele, S = Siege, OTS = Siege nach Verlängerung (Overtime) oder Penaltyschießen, OTN = Niederlagen nach Verlängerung oder Penaltyschießen, N = Niederlagen
Erläuterungen: Qualifikant für die Qualifikationsendrunde

### Gruppe G
Die Gruppe G der zweiten Runde der Vorqualifikation fand vom 7. bis 10. Oktober 2021 im italienischen Torre Pellice in der Region Piemont statt.
| 7. Oktober 2021 16:00 Uhr (Ortszeit) | Kasachstan | 7:1 (2:0, 4:1, 1:0) Spielbericht | Republik China (Taiwan) | Pala Cotta Morandini, Torre Pellice Zuschauer: 100 |

| 7. Oktober 2021 20:15 Uhr | Spanien | 1:4 (0:3, 1:0, 0:1) Spielbericht | Italien | Pala Cotta Morandini, Torre Pellice Zuschauer: 300 |

| 9. Oktober 2021 16:00 Uhr | Kasachstan | 2:3 n. P. (0:0, 1:2, 1:0, 0:0, 0:1) Spielbericht | Spanien | Pala Cotta Morandini, Torre Pellice Zuschauer: 150 |

| 9. Oktober 2021 20:15 Uhr | Italien | 7:0 (1:0, 2:0, 4:0) Spielbericht | Republik China (Taiwan) | Pala Cotta Morandini, Torre Pellice Zuschauer: 200 |

| 10. Oktober 2021 16:00 Uhr | Republik China (Taiwan) | 0:4 (0:0, 0:3, 0:1) Spielbericht | Spanien | Pala Cotta Morandini, Torre Pellice Zuschauer: 100 |

| 10. Oktober 2021 20:15 Uhr | Italien | 2:1 (0:1, 0:0, 2:1) Spielbericht | Kasachstan | Pala Cotta Morandini, Torre Pellice Zuschauer: 300 |

| Pl. |                         | Sp | S | OTS | OTN | N | Tore  | Punkte |
| --- | ----------------------- | -- | - | --- | --- | - | ----- | ------ |
| 1.  | Italien                 | 3  | 3 | 0   | 0   | 0 | 13:02 | 9      |
| 2.  | Spanien                 | 3  | 1 | 1   | 0   | 1 | 08:06 | 5      |
| 3.  | Kasachstan              | 3  | 1 | 0   | 1   | 1 | 10:06 | 4      |
| 4.  | Republik China (Taiwan) | 3  | 0 | 0   | 0   | 3 | 01:18 | 0      |

Abkürzungen: Pl. = Platz, Sp = Spiele, S = Siege, OTS = Siege nach Verlängerung (Overtime) oder Penaltyschießen, OTN = Niederlagen nach Verlängerung oder Penaltyschießen, N = Niederlagen
Erläuterungen: Qualifikant für die Qualifikationsendrunde

### Gruppe H
Die Gruppe H der zweiten Runde der Vorqualifikation fand vom 7. bis 10. Oktober 2021 in Bytom im Süden Polens statt. Die Niederlande hatten auf die Austragung verzichtet.
| 7. Oktober 2021 15:30 Uhr (Ortszeit) | Polen | 12:0 (5:0, 5:0, 2:0) Spielbericht | Türkei | Lodowisko Pułaskiego, Bytom Zuschauer: 250 |

| 7. Oktober 2021 19:30 Uhr | Niederlande | 7:1 (1:0, 2:1, 4:0) Spielbericht | Mexiko | Lodowisko Pułaskiego, Bytom Zuschauer: 50 |

| 8. Oktober 2021 16:00 Uhr | Türkei | 0:23 (0:8, 0:6, 0:9) Spielbericht | Niederlande | Lodowisko Pułaskiego, Bytom Zuschauer: 50 |

| 8. Oktober 2021 20:00 Uhr | Polen | 8:1 (5:0, 1:1, 2:0) Spielbericht | Mexiko | Lodowisko Pułaskiego, Bytom Zuschauer: 250 |

| 10. Oktober 2021 12:15 Uhr | Niederlande | 2:3 (0:0, 1:0, 1:3) Spielbericht | Polen | Lodowisko Pułaskiego, Bytom Zuschauer: 300 |

| 10. Oktober 2021 16:15 Uhr | Mexiko | 6:1 (1:0, 0:1, 5:0) Spielbericht | Türkei | Lodowisko Pułaskiego, Bytom Zuschauer: 50 |

| Pl. |             | Sp | S | OTS | OTN | N | Tore  | Punkte |
| --- | ----------- | -- | - | --- | --- | - | ----- | ------ |
| 1.  | Polen       | 3  | 3 | 0   | 0   | 0 | 23:03 | 9      |
| 2.  | Niederlande | 3  | 2 | 0   | 0   | 1 | 32:04 | 6      |
| 3.  | Mexiko      | 3  | 1 | 0   | 0   | 2 | 08:16 | 3      |
| 4.  | Türkei      | 3  | 0 | 0   | 0   | 3 | 01:41 | 0      |

Abkürzungen: Pl. = Platz, Sp = Spiele, S = Siege, OTS = Siege nach Verlängerung (Overtime) oder Penaltyschießen, OTN = Niederlagen nach Verlängerung oder Penaltyschießen, N = Niederlagen
Erläuterungen: Qualifikant für die Qualifikationsendrunde

## Qualifikationsendrunde

### Gruppe C
Die Gruppe C der finalen Qualifikation fand vom 11. bis 14. November 2021 im tschechischen Chomutov statt. Zunächst war das südlich gelegene Příbram als Austragungsort vorgesehen gewesen. Neben den drei gesetzten Teilnehmern qualifizierte sich der Sieger der Turniere der zweiten Vorqualifikation mit dem schlechtesten Weltranglistenplatz. Mit Tschechien und Ungarn trafen zwei WM-Teilnehmer des Jahres 2021 aufeinander.
| 11. November 2021 12:00 Uhr (Ortszeit) | Ungarn A. Huszák (12:39) E. Kreisz (16:48) K. Jókai Szilágyi (19:04) E. Kreisz (20:25) M. Seregély (22:37) T. Baker (24:37) P. Szamosfalvi (37:25) M. Seregély (53:59) T. Baker (55:22) I. Horváth (56:00) M. Seregély (57:40) | 11:1 (3:1, 4:0, 4:0) Spielbericht | Polen W. Sikorska (10:17) | Rocknet aréna, Chomutov Zuschauer: 110 |

| 11. November 2021 16:00 Uhr | Tschechien A. Mills (10:59) D. Pejšová (16:35) A. Lédlová (42:21) | 3:1 (2:1, 0:0, 1:0) Spielbericht | Norwegen M. Haug Hansen (16:16) | Rocknet aréna, Chomutov Zuschauer: 753 |

| 13. November 2021 16:00 Uhr | Polen | 0:16 (0:5, 0:7, 0:4) Spielbericht | Tschechien A. Mills (0:52) D. Lásková (1:58) N. Neubauerová (6:02) A. Mills (15:27) N. Neubauerová (17:33) K. Mrázová (23:03) N. Mlýnková (26:38) S. Kolowratová (28:07) K. Erbanová (32:07) K. Hymlárová (32:52) L. Serdar (38:51) K. Mrázová (39:34) S. Čajanová (40:57) K. Hymlárová (48:41) A. Lédlová (54:39) N. Neubauerová (58:24) | Rocknet aréna, Chomutov Zuschauer: 1.139 |

| 13. November 2021 20:00 Uhr | Ungarn R. Metzler (22:05) F. Garát-Gasparics (35:17) K. Jókai Szilágyi (49:43) E. Kreisz (55:14) M. Seregély (58:27) | 5:3 (0:0, 2:3, 3:0) Spielbericht | Norwegen M. Haug Hansen (26:03) M. Fischer (26:31) M. Fischer (28:06) | Rocknet aréna, Chomutov Zuschauer: 250 |

| 14. November 2021 16:00 Uhr | Tschechien K. Hymlárová (1:24) L. Serdar (12:15) V. Přibylová (13:55) S. Kolowratová (27:30) D. Křížová (55:30) | 5:1 (3:0, 1:0, 1:1) Spielbericht | Ungarn A. Huszák (57:59) | Rocknet aréna, Chomutov Zuschauer: 1.853 |

| 14. November 2021 20:00 Uhr | Norwegen T. Jørgensen (5:42) M. Fischer (6:35) M. Fischer (21:01) M. Haug Hansen (31:01) L. Bialik Øien (40:38) A. Furulund (52:08) A. Dalen (58:26) | 7:1 (2:0, 2:1, 3:0) Spielbericht | Polen E. Czarnecka (32:22) | Rocknet aréna, Chomutov Zuschauer: 110 |

| Pl. |            | Sp | S | OTS | OTN | N | Tore  | Punkte |
| --- | ---------- | -- | - | --- | --- | - | ----- | ------ |
| 1.  | Tschechien | 3  | 3 | 0   | 0   | 0 | 24:02 | 9      |
| 2.  | Ungarn     | 3  | 2 | 0   | 0   | 1 | 17:09 | 6      |
| 3.  | Norwegen   | 3  | 1 | 0   | 0   | 2 | 11:09 | 3      |
| 4.  | Polen      | 3  | 0 | 0   | 0   | 3 | 02:34 | 0      |

Abkürzungen: Pl. = Platz, Sp = Spiele, S = Siege, OTS = Siege nach Verlängerung (Overtime) oder Penaltyschießen, OTN = Niederlagen nach Verlängerung oder Penaltyschießen, N = Niederlagen

Erläuterungen: Qualifikant für die Olympischen Winterspiele

### Gruppe D
Die Gruppe D der finalen Qualifikation fand vom 11. bis 14. November 2021 in Füssen im Allgäu statt. Neben den drei gesetzten Teilnehmern qualifizierte sich der Sieger der Turniere der zweiten Vorqualifikation mit dem zweitbesten Weltranglistenplatz für diese Gruppe. Mit Deutschland und Dänemark trafen zwei WM-Teilnehmer des Jahres 2021 aufeinander.
| 11. November 2021 17:15 Uhr (Ortszeit) | Deutschland | 0:3 (0:1, 0:1, 0:1) Spielbericht | Österreich T. Schafzahl (18:35) J. Weber (34:38) J. Weber (54:55) | Bundesstützpunkt für Eishockey, Füssen Zuschauer: 386 |

| 11. November 2021 20:45 Uhr | Dänemark J. Jakobsen (17:43) J. Jakobsen (36:19) J. Høegh Persson (39:02) M. Weis (46:47) | 4:0 (1:0, 2:0, 1:0) Spielbericht | Italien | Bundesstützpunkt für Eishockey, Füssen Zuschauer: 78 |

| 13. November 2021 12:00 Uhr | Italien C. Furlani (24:04) | 1:4 (0:1, 1:1, 0:2) Spielbericht | Deutschland N. Eisenschmid (3:05) L. Welcke (29:30) M. Delarbre (47:16) N. Jobst-Smith (51:46) | Bundesstützpunkt für Eishockey, Füssen Zuschauer: 452 |

| 13. November 2021 15:30 Uhr | Dänemark M. Peters (37:37) | 1:0 (0:0, 1:0, 0:0) Spielbericht | Österreich | Bundesstützpunkt für Eishockey, Füssen Zuschauer: 207 |

| 14. November 2021 12:00 Uhr | Deutschland T. Eisenschmid (30:24) L. Welcke (34:15) J. Zorn (PS) | 3:2 n. P. (0:0, 2:1, 0:1, 0:0, 1:0) Spielbericht | Dänemark M. Frandsen (39:18) S. Glud (47:58) | Bundesstützpunkt für Eishockey, Füssen Zuschauer: 565 |

| 14. November 2021 15:30 Uhr | Österreich A. Meixner (12:38) J. Weber (16:28) A. Fazokas (34:48) A. Matzka (51:34) A. Matzka (57:07) A. Trummer (59:45) | 6:1 (2:1, 1:0, 3:0) Spielbericht | Italien C. Furlani (3:35) | Bundesstützpunkt für Eishockey, Füssen Zuschauer: 89 |

| Pl. |             | Sp | S | OTS | OTN | N | Tore  | Punkte |
| --- | ----------- | -- | - | --- | --- | - | ----- | ------ |
| 1.  | Dänemark    | 3  | 2 | 0   | 1   | 0 | 07:03 | 7      |
| 2.  | Österreich  | 3  | 2 | 0   | 0   | 1 | 09:02 | 6      |
| 3.  | Deutschland | 3  | 1 | 1   | 0   | 1 | 07:06 | 5      |
| 4.  | Italien     | 3  | 0 | 0   | 0   | 3 | 02:14 | 0      |

Abkürzungen: Pl. = Platz, Sp = Spiele, S = Siege, OTS = Siege nach Verlängerung (Overtime) oder Penaltyschießen, OTN = Niederlagen nach Verlängerung oder Penaltyschießen, N = Niederlagen

Erläuterungen: Qualifikant für die Olympischen Winterspiele

### Gruppe E
Die Gruppe E der finalen Qualifikation fand vom 11. bis 14. November 2021 in der schwedischen Stadt Luleå statt. Neben den drei gesetzten Teilnehmern qualifizierte sich der Sieger der Turniere der zweiten Vorqualifikation mit dem besten Weltranglistenplatz für diese Gruppe.
| 11. November 2021 15:00 Uhr (Ortszeit) | Frankreich E. Duvin (12:33) C. Rozier (30:17) J. Mesplède (33:37) C. Rozier (56:58) | 4:0 (1:0, 2:0, 1:0) Spielbericht | Südkorea | Coop Norrbotten Arena, Luleå Zuschauer: 112 |

| 11. November 2021 19:00 Uhr | Slowakei | 0:3 (0:1, 0:0, 0:2) Spielbericht | Schweden E. Nordin (19:42) F. Wikner Zienkiewicz (40:43) J. Bouveng (48:26) | Coop Norrbotten Arena, Luleå Zuschauer: 1.011 |

| 13. November 2021 12:00 Uhr | Frankreich E. Duvin (1:22) G. Gendarme (22:03) L. Baudrit (50:18) | 3:1 (1:0, 1:0, 1:1) Spielbericht | Slowakei N. Lucák Čupková (54:05) | Coop Norrbotten Arena, Luleå Zuschauer: 157 |

| 13. November 2021 16:00 Uhr | Schweden O. Carlsson (2:16) F. Wikner Zienkiewicz (2:45) E. Nordin (6:45) S. Hjalmarsson (8:23) L. Ljungblom (10:50) L. Hedin (11:28) F. Wikner Zienkiewicz (18:18) E. Nordin (20:16) J. Bouveng (27:10) S. Hjalmarsson (36:32) F. Wikner Zienkiewicz (37:53) S. Lundin (44:36) L. Ljungblom (45:52) E. Nordin (54:57) J. Fällman (55:10) | 15:0 (7:0, 4:0, 4:0) Spielbericht | Südkorea | Coop Norrbotten Arena, Luleå |

| 14. November 2021 12:00 Uhr | Südkorea Choi J.-y. (17:19) | 1:7 (1:4, 0:2, 0:1) Spielbericht | Slowakei T. Korenková (3:22) N. Lucák Čupková (5:08) N. Lucák Čupková (10:55) L. Ištocyová (13:17) L. Kúbeková (23:46) J. Matějková (35:53) L. Ištocyová (53:38) | Coop Norrbotten Arena, Luleå Zuschauer: 52 |

| 14. November 2021 19:00 Uhr | Schweden M. Löwenhielm (12:30) S. Hjalmarsson (23:28) L. Ljungblom (41:58) | 3:2 (1:0, 1:1, 1:1) Spielbericht | Frankreich C. Rozier (27:17) L. Villiot (55:43) | Coop Norrbotten Arena, Luleå Zuschauer: 1.149 |

| Pl. |            | Sp | S | OTS | OTN | N | Tore  | Punkte |
| --- | ---------- | -- | - | --- | --- | - | ----- | ------ |
| 1.  | Schweden   | 3  | 3 | 0   | 0   | 0 | 21:02 | 9      |
| 2.  | Frankreich | 3  | 2 | 0   | 0   | 1 | 09:04 | 6      |
| 3.  | Slowakei   | 3  | 1 | 0   | 0   | 2 | 08:07 | 3      |
| 4.  | Südkorea   | 3  | 0 | 0   | 0   | 3 | 01:26 | 0      |

Abkürzungen: Pl. = Platz, Sp = Spiele, S = Siege, OTS = Siege nach Verlängerung (Overtime) oder Penaltyschießen, OTN = Niederlagen nach Verlängerung oder Penaltyschießen, N = Niederlagen

Erläuterungen: Qualifikant für die Olympischen Winterspiele